# 瑞克·費瑞爾
理查·班傑明·費瑞爾（英語：Richard Benjamin Ferrell，1905年10月12日—1995年7月27日），為美國職棒大聯盟的捕手。生涯曾效力過布朗、紅襪與參議員等隊。他的弟弟Wes Ferrell也是一名大聯盟選手，並且是目前投手的全壘打紀錄保持人。
費瑞爾是1930年代至1940年間的著名捕手，生涯累積出賽1806場比賽在當時寫下了美聯捕手紀錄。他生涯7次入選明星賽，並在1984年入選名人堂。費瑞爾在退休後曾擔任過參議員隊的教練和老虎隊的總經理，他在1995年去世，享壽89歲。

## 職業生涯
1929年4月19日，23歲的費瑞爾登上大聯盟。由於球隊捕手Wally Schang已邁入生涯末期，因此費瑞爾被視為是球隊捕手的接班人。他在隔年便接下了先發捕手的重責大任。1931年，他繳出3成06的打擊率。雖然他的失誤和捕逸數是美聯捕手最多，但他的助攻數也是排在美聯第一。1932年，費瑞爾的打擊率為3成15，排名美聯捕手第一。而他也敲出30支二壘安打與65分打點，並在MVP票選上拿下第13名。

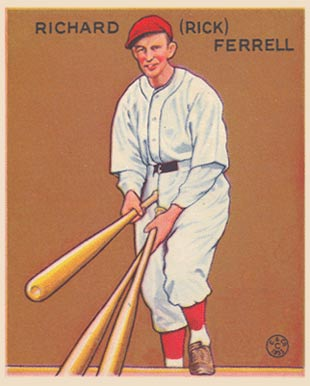
1934年的費瑞爾

1933年5月10日，布朗隊因為缺錢只能忍痛將費瑞爾和Lloyd Brown交易到紅襪隊，換來Merv Shea和現金。2個月後，費瑞爾入選第一屆的明星賽。儘管米奇·寇克蘭和比爾·狄奇兩位捕手也都入選明星賽，但美聯總教練Connie Mack仍然決定讓費瑞爾蹲滿整場比賽。7月19日，費瑞爾從他弟弟Wes手中開轟，而他弟弟也在同場比賽開轟。整季費瑞爾的打擊率為2成90，並打回生涯新高的77分打點。這年他的失誤和阻殺數都是美聯捕手最多，最終他在MVP票選上拿下第12名。
1934年，紅襪把費瑞爾的弟弟簽下來。整季他的打擊率為2成97，隔年他帶領弟弟拿下25勝14敗，還差點拿下美聯MVP。
1936年，費瑞爾在5月初繳出4成36的打擊率，他也成功入選明星賽。整季他的打擊率為3成12，並敲出8轟寫下生涯新高。1937年6月，他和他弟弟及Mel Almada都被交易到參議員，紅襪換來班·查普曼和波波·紐森。他在紅襪隊生涯繳出3成02的打擊率，至今仍是隊史第15名。

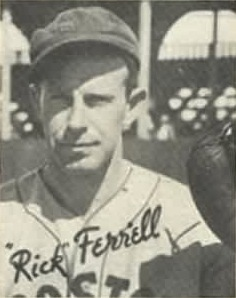
1936年的費瑞爾

1937年球季末，費瑞爾因為右手受傷而提前結束球季。1938年，他繳出2成98的打擊率，而他的弟弟在這年被球隊釋出。1941年5月，費瑞爾被交易回布朗隊，參議員換來Vern Kennedy。1942年，已經36歲的費瑞爾開始慢慢減少出賽次數，球隊也讓Frankie Hayes接替捕手工作。
1944年，參議員的先發輪值Dutch Leonard、Johnny Niggeling、Roger Wolff和Mickey Haefner全都是蝴蝶球投手，因此球隊找上非常擅長接捕蝴蝶球的費瑞爾來擔任主力捕手。儘管費瑞爾的捕逸次數為大聯盟最多，他還是在這年入選明星賽。這年參議員在美聯敬陪末座，反而是由布朗拿下美聯冠軍。
1945年，他和Al Evans開始輪流擔任先發捕手。他在7月6日打破由雷·沙爾克締造的美聯捕手出賽紀錄，這年明星賽因二戰取消，參議員最後差點拿下美聯冠軍。1946年，費瑞爾轉任球隊教練，但他在1947年復出，並繳出3成03的打擊率。

## 生涯打擊成績
| 出賽次數 | 打席 | 打數 | 得分 | 安打 | 二安 | 三安 | 全壘打 | 打點 | 盜壘 | 保送 | 三振 | 打擊率 | 上壘率 | 長打率 | OPS  |
| -------- | ---- | ---- | ---- | ---- | ---- | ---- | ------ | ---- | ---- | ---- | ---- | ------ | ------ | ------ | ---- |
| 1884     | 7026 | 6028 | 687  | 1692 | 324  | 45   | 28     | 734  | 29   | 931  | 277  | .281   | .378   | .363   | .741 |

## 晚年

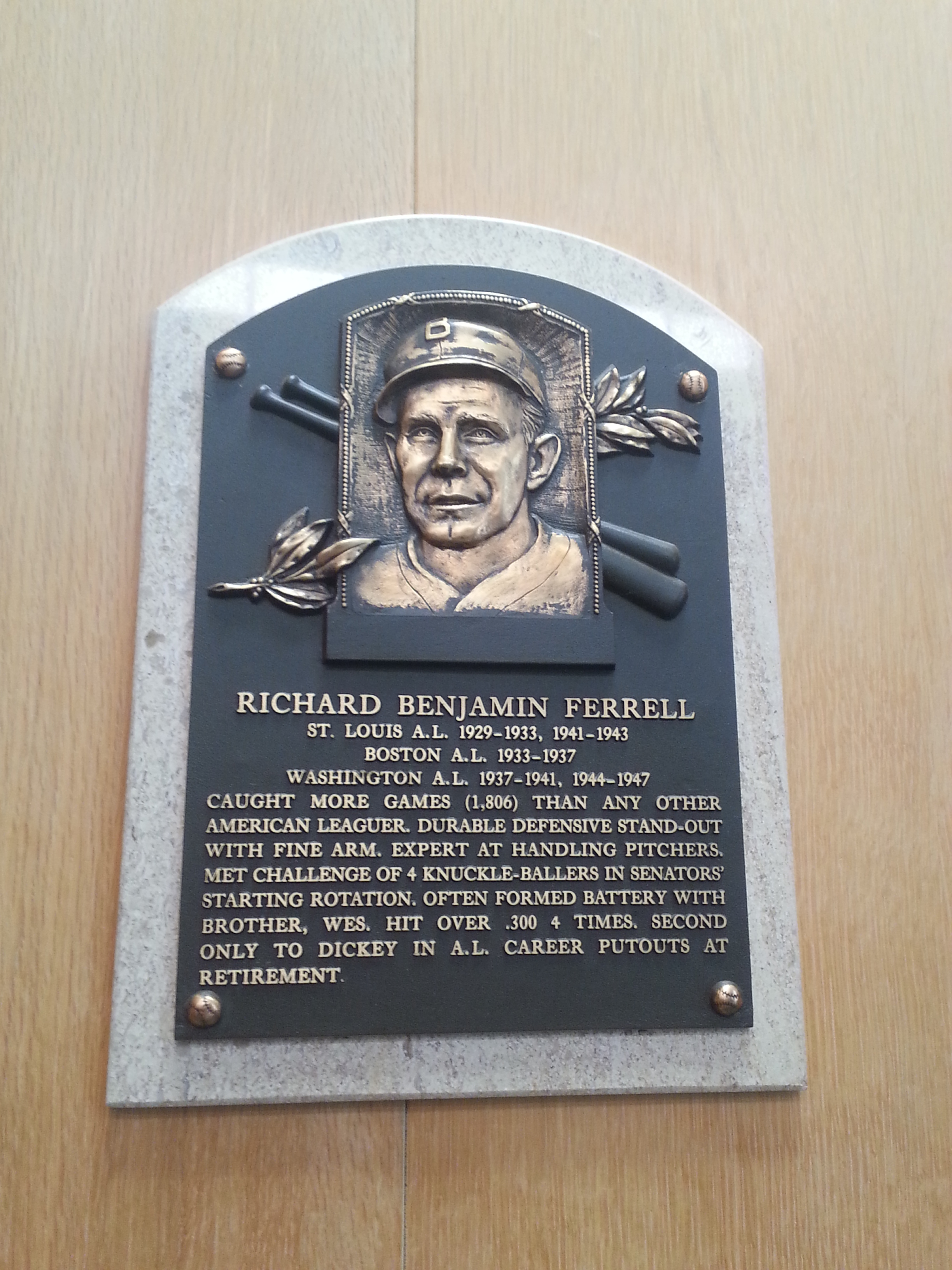
費瑞爾的名人堂匾額

費瑞爾生涯出賽場次達1806場，寫下了美聯捕手紀錄，一直到1988年才被卡爾頓·費斯克超越。而費瑞爾的出賽場次目前排在大聯盟捕手史上第12名。
1948年和1949年，費瑞爾在參議員隊擔任教練。1950年到1954年間，他成為老虎隊的教練。後來他卸下教練一職，並轉任老虎隊球探。1960年，費瑞爾成為老虎隊的總經理。他在1962年球季結束後卸下職務，轉交給Jim Campbell。在那之後，費瑞爾仍持續在老虎隊工作，並見證球隊在1968年和1984年奪下世界大賽冠軍。
1984年，費瑞爾和皮·維·瑞斯一同入選名人堂。1992年，高齡82歲的費瑞爾正式從棒球界退休。而棒球數據專家比爾·詹姆斯曾評價費瑞爾是美聯史上第三傑出的捕手，僅次於米奇·寇克蘭和比爾·狄奇。
費瑞爾在1941年結婚，直到妻子於1968年去世為止。他們育有2子2女。他在人生的最後18年都住在密西根州，直到他89歲高齡因心律不整離世為止。後來他被安葬在北卡羅來納州的新花園公墓裡。

## 外部連結
- 球員資訊和成績在MLB ，ESPN ，Retrosheet ，Baseball Reference ，Baseball Reference (Minors) ，Fangraphs ，The Baseball Cube （英文）